# Zellwiller
Zellwiller (deutsch Zellweiler) ist eine französische Gemeinde mit 808 Einwohnern (Stand 1. Januar 2021) im Département Bas-Rhin in der Region Grand Est (bis 2015 Elsass). Sie gehört zum Arrondissement Sélestat-Erstein und zum Kanton Obernai.

## Geografie
Die Gemeinde Zellwiller liegt in der westlichen Oberrheinebene, etwa 25 Kilometer südwestlich von Straßburg. Von Südwesten nach Nordosten durchquert der Fluss Andlau das Gemeindegebiet. Nachbargemeinden von Zellwiller sind Bourgheim und Valff im Norden, Kertzfeld im Südosten, Stotzheim im Süden, Saint-Pierre im Südwesten sowie Barr und Gertwiller im Nordwesten.

## Geschichte
Der Name des Ortes erscheint erstmals im 7. Jahrhundert. Damals gehörte die Umgebung von Zellweiler den Herzögen von Lothringen. Im frühen 20. Jahrhundert wurde sich in der Landwirtschaft auf die Viehzucht und den Tabakanbau konzentriert. Im Weinbau wird Pinot noir gekeltert.
Von 1871 bis zum Ende des Ersten Weltkrieges gehörte Zellweiler als Teil des Reichslandes Elsaß-Lothringen zum Deutschen Reich und war dem Kreis Erstein im Bezirk Unterelsaß zugeordnet.

### Bevölkerungsentwicklung
| Jahr      | 1910 | 1962 | 1968 | 1975 | 1982 | 1990 | 1999 | 2007 | 2017 |
| Einwohner | 836  | 596  | 621  | 610  | 692  | 675  | 723  | 725  | 794  |

## Sehenswürdigkeiten
- Kirche St. Martin
- Kapelle St. Barbara

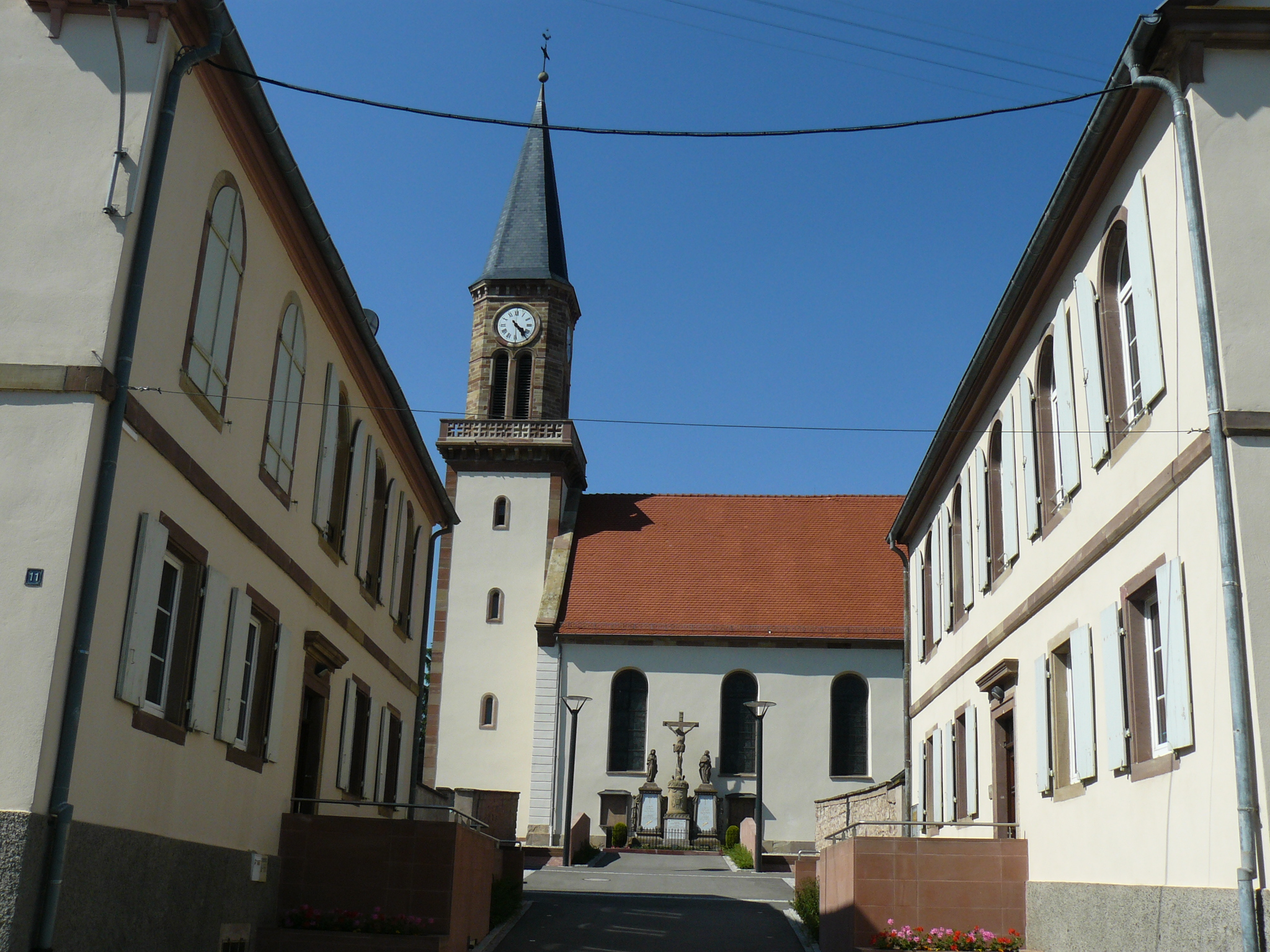
Kirche Saint-Martin
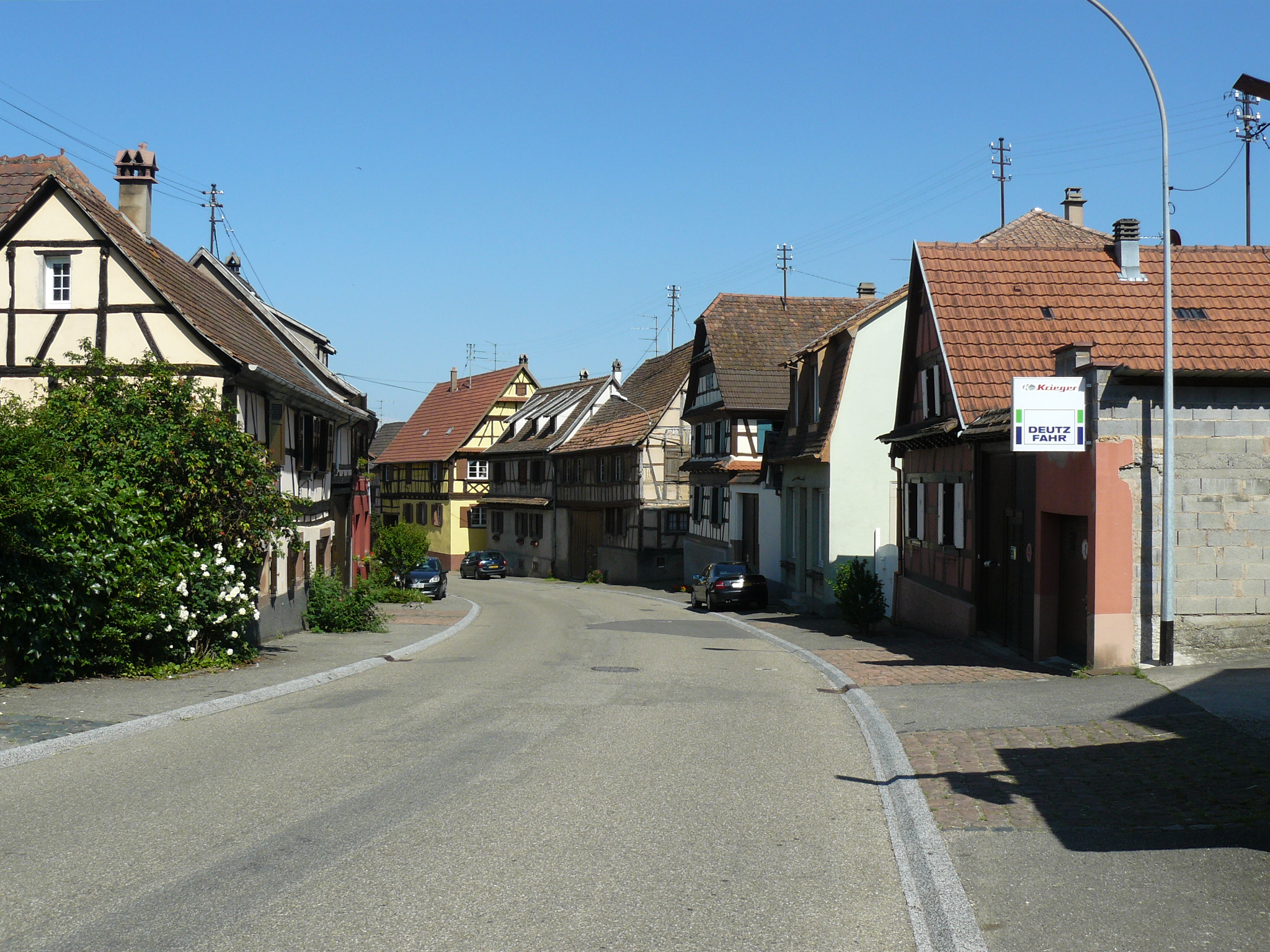
Hauptstraße (Rue principale)
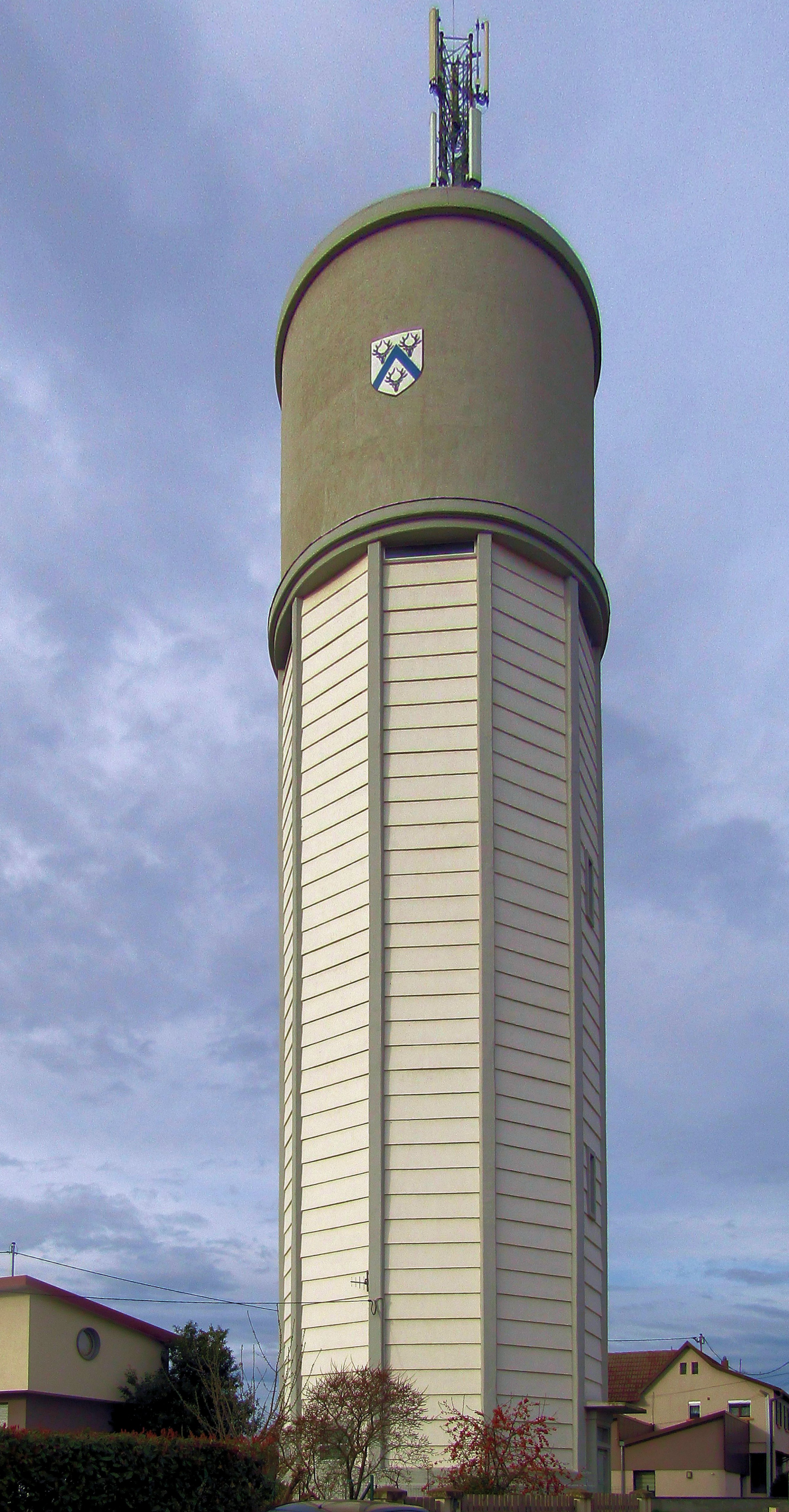
Wasserturm

## Persönlichkeiten
- Jakob Ammann (1644–vor 1730), Schweizer Mennonitenprediger und Gründer der Amischen, lebte von 1712 bis zu seinem Tod vor 1730 in Zellweiler.
- Morgan Schneiderlin (* 1989), Fußballspieler.